# Frederik Zeuthen (komponist)
 Der er flere personer med dette navn, se  Frederik Zeuthen .
 Der er for få eller ingen kildehenvisninger i denne artikel, hvilket er et problem. Du kan hjælpe ved at angive troværdige kilder til de påstande, som fremføres i artiklen.

Frederik Zeuthen (født 1996) er en dansk komponist.
Han er uddannet bachelor fra Det Jyske Musikkonservatorium, Aarhus hos Niels Rønsholdt, Juliana Hodkinson (en) og Simon Steen-Andersen,[kilde mangler] og kandidat fra Musikhögskolan i Malmö (sv), hvor han studerede komposition hos Bent Sørensen og Staffan Storm (sv).[kilde mangler]

## Karriere
Som komponist har Zeuthen samarbejdet med en række danske og udenlandske orkestre og ensembler, herunder bl.a. Ensemble MidtVest, Norrköpings Symfoniorkester, Mivos Quartet og Aarhus Kammerorkester. Hans værker er derudover blevet uropført ved festivaler, som Vienna Summer Music Festival, Oremandsgaard Kammermusikfest, Herning Opera Festival, Klassiske Dage, ligesom han var huskomponist ved Aarhus Kammermusikfestival 2024.

## Priser/legater
- Léonie Sonnings Talentpris 2022, [2]
- Stiftelsen Annik och Lars Leanders Komponistlegat 2023
- Kungliga Musikaliska Akademiens Lokala Stipendium
- Vinder af den internationale DYCE (Discovering Young Composers of Europe) kompositionskonkurrence 2022 med sit stykke for solo cello, "De Malede Skygger". [3]